# Бактыгереев, Мухтар
Мухтар Бактыгереев (каз. Мұхтар Бақтыгереев; 15 июня 1933, Гурьев — 11 июня 1999, Алматы) — советский и казахстанский актёр, Заслуженный артист Казахской ССР (1966), Народный артист Казахской ССР (1991).
Происходит из рода есентемир племени байулы.
Начинал работать на сцене Атыpayского драмтеатра. Среди исполненных на этой сцене ролей: Баймагамбет («Миллионер» Г.Мустафина), Кодар («Козы Корпеш — Баян сулу» Г.Мусрепова), Петруччо («Асауга — тұсау» У Шекспира), Андамас («Майра» М.Акинжанова и К.Куанышлаева). После окончания Алматиского театрального училища (1956) выступал на сцене Казахского ТЮЗа, где сыграл роли Акына («Карагоз карындасым» Ж.Жумаханова), Асанбая («Біздің Ғани» Ш. Хусайнова), Карасая («Шуга» Б.Майлииа), Кудияра («Ақбөпе» И.Байзакова), Нури («Әпенде» П.Хикмета), Кунанбая (инси. «Жас Абай»), Османа («Тау қызы» Р.Гамзатова), Дервиша («Ай тұтылған түн» М. Карима), Клавдия («Гамлет» У. Шекспира), Ильяса («Арманым — Әсел» Ч.Айтматова), Догала («Алуа» М.Ауэзова, Государственная премия Казахстана, 1984) и др.

## Фильмография
Снимался в кинофильмах.
- 1955 Девушка-джигит
- 1956 Мы здесь живём
- 1956 Беспокойная весна
- 1957 Наш милый доктор — секретарь
- 1958 Далеко в горах — Культемир
- 1958 Мы из Семиречья — Ораз
- 1959 Однажды ночью — Кайрат
- 1960 Тишина
- 1961 Сплав — Едельбай
- 1968 Звучи, там-там! — отец Армана
- 1968 Джамиля — Осман
- 1970 Кыз Жибек — эпизод
- 1970 Белый квадрат — Жумеке, тренер
- 1972 Шок и Шер
- 1975 Храни свою звезду
- 1979 Невеста для брата
- 1979 Погоня в степи – Саттар
- 1980 Расставаясь с детством
- 1980 Невозможные дети
- 1981 Провинциальный роман — судебный заседатель
- 1986 Верить и знать
- 1986 На перевале
- 1987 Сошлись дороги
- 1989 Заговор
- 1989 Долина предков
- 1990 Восточный коридор, или Рэкет по…